# Walgauwerk
Das Walgauwerk ist ein Wasserkraftwerk in Beschling bei Nenzing im österreichischen Vorarlberg. Es ist Teil einer Kette von Speicherkraftwerken an der Ill und nutzt die rund 162 m hohe Gefällestufe der Ill zwischen Rodund und Beschling. Das Walgauwerk wurde 1984 in Betrieb genommen und wird von der illwerke vkw AG betrieben. Das Walgauwerk hat eine Engpassleistung von 86 Megawatt und ein Regelarbeitsvermögen von 356 GWh. Das Kraftwerk erzeugt dabei vorwiegend Mittellastenergie während des Tages.

## Anlagen
Das Wasser wird zum größten Teil über einen 20,758 km langen Druckstollen vom Becken Rodund II zum Wasserschloss schräg oberhalb des Kraftwerksgebäudes herangeführt. Bei der Unterquerung des Gamperdonatales wird zusätzlich Wasser der Meng in den Stollen eingeleitet. Zur Vermeidung von Schwallwellen bei der Wasserrückgabe in die Ill wird das Unterwasser in einem Ausgleichsbecken zwischengespeichert.
Das Krafthaus ist als Schachtkrafthaus mit einer Schachttiefe von 28 m und einem Innendurchmesser des Ausbruchs von 20,6 m ausgeführt. Das Kraftwerk besteht aus zwei vertikalachsigen Maschinengruppen mit je einer Francis-Spiralturbine und einem Generator.
Zur Anbindung an das 220-kV-Stromnetz besteht eine gasisolierte Schaltanlage mit Schwefelhexafluorid (SF6) als Schutzgas und vier Feldern.

## Technische Daten
- Nennleistung je Turbine 43 MW
- Durchfluss je Turbine 34 m³/s
- Rohfallhöhe 162 m
- Drehzahl 428 min−1
- Nennleistung je Generator 53 MVA
- Generator-Nennspannung 10 kV
- 2 Dreiwicklungstransformatoren 10/20 (Eigenbedarfswicklung) / 240 kV zu je 62 MVA